# ویکرز ولسلی
ویکرز ولسلی (به انگلیسی: Vickers_Wellesley) یک هواگرد از نوع General purpose بمب‌افکن ساخت شرکت Vickers-Armstrongs Ltd است. هواگرد ویکرز ولسلی نخستین پروازش را در ۱۹ ژوئن ۱۹۳۵ میلادی انجام داد. این هواگرد در سال ۱۹۳۷ میلادی رسماً معرفی گردید و در سال‌های ۱۹۳۶–۱۹۳۸ تولید شده‌است. در مجموع، تعداد ۱۷۷ فروند از این هواگرد ساخته شده‌است.
طراح این هواگرد، Barnes Wallis بود.